# Notopandalus
Notopandalus is een geslacht van kreeftachtigen uit de klasse van de Malacostraca (hogere kreeftachtigen).

## Soort
- Notopandalus magnoculus (Spence Bate, 1888)